# Bâtiment éco-construit Caméléon Woluwe
 (août 2025).
 (avril 2024).
La mise en forme du texte ne suit pas les recommandations de Wikipédia : il faut le « wikifier ».
Les points d'amélioration suivants sont les cas les plus fréquents. Le détail des points à revoir est peut-être précisé sur la page de discussion.
- Les titres sont pré-formatés par le logiciel. Ils ne sont ni en capitales, ni en gras.
- Le texte ne doit pas être écrit en capitales (les noms de famille non plus), ni en gras, ni en italique, ni en « petit »…
- Le gras n'est utilisé que pour surligner le titre de l'article dans l'introduction, une seule fois.
- L'italique est rarement utilisé : mots en langue étrangère, titres d'œuvres, noms de bateaux, etc.
- Les citations ne sont pas en italique mais en corps de texte normal. Elles sont entourées par des guillemets français : « et ».
- Les listes à puces sont à éviter, des paragraphes rédigés étant largement préférés. Les tableaux sont à réserver à la présentation de données structurées (résultats, etc.).
- Les appels de note de bas de page (petits chiffres en exposant, introduits par l'outil «  Source ») sont à placer entre la fin de phrase et le point final[comme ça].
- Les liens internes (vers d'autres articles de Wikipédia) sont à choisir avec parcimonie. Créez des liens vers des articles approfondissant le sujet. Les termes génériques sans rapport avec le sujet sont à éviter, ainsi que les répétitions de liens vers un même terme.
- Les liens externes sont à placer uniquement dans une section « Liens externes », à la fin de l'article. Ces liens sont à choisir avec parcimonie suivant les règles définies. Si un lien sert de source à l'article, son insertion dans le texte est à faire par les notes de bas de page.
- La présentation des références doit suivre les conventions bibliographiques. Il est recommandé d'utiliser les modèles {{Ouvrage}}, {{Chapitre}}, {{Article}}, {{Lien web}} et/ou {{Bibliographie}}. Le mode d'édition visuel peut mettre en forme automatiquement les références.
- Insérer une infobox (cadre d'informations à droite) n'est pas obligatoire pour parachever la mise en page.

Pour une aide détaillée, merci de consulter Aide:Wikification.
Si vous pensez que ces points ont été résolus, vous pouvez retirer ce bandeau et améliorer la mise en forme d'un autre article.
 (avril 2024).
Le magasin éco-construit Caméléon Woluwe, ouvert en 2009 dans la commune de Woluwe-Saint-Lambert à Bruxelles et récompensé par de nombreux prix, est devenu une référence au niveau européen en matière de bâtiment éco-construit. Les concepteurs de cette surface de 17 000 m2 ont voulu en faire un bâtiment exemplaire en matière d'architecture durable et de performance énergétique, pour offrir un espace de confort naturel, en harmonie avec l'environnement. Le recours à des technologies et matériaux respectueux de la nature traduit cette volonté : ventilation naturelle de type free cooling, matériaux écologiques, isolation optimale, panneaux solaires, éclairage naturel, toiture verte. Ce bâtiment novateur permet d’économiser des tonnes de CO2 par rapport à un bâtiment moderne classique.

## Genèse
L’histoire du bâtiment a commencé sans doute une dizaine d’années avant sa concrétisation. Jean-Cédric van der Belen, commanditaire de l’ouvrage, avant de faire appel à l’architecte choisi, Charly Wittock, a été inspiré par de nombreuses idées innovantes vues ailleurs. Les toitures végétalisées, il en a observé beaucoup en Islande, fin des années 1990. Puis, c’est au Danemark, où il va souvent car il y a ouvert un magasin, qu’il a été séduit par l’idée de cantines agréables pour les employés et, surtout, des crèches intégrées au sein des entreprises, pour favoriser le contact enfants-parents employés. L’Italie a ensuite eu un fort impact. Dans le Tyrol, ont peut reconnaître l’influence du Vigilius Mountain Resort de Matteo Thun (Memphis Group), tandis que la Toscane  a influencé par ses murs végétalisés.

## Inspirations et références
Le leitmotiv principal aura été « less is more”, adage de l’architecte Mies van der Rohe, figure de proue du Bauhaus, mouvement qui va profondément imprégner le bâtiment Cameleon. Les rampes d’escaliers y font notamment référence. L'utilisation rationnelle des espaces et des matériaux définissent l'ambition du projet. Les espaces de bureaux, placés au dernier niveau, permettent un confort de travail et un apport lumineux naturel. Le béton brut s’affirme comme matière autant pratique qu’esthétique. Dans un but d'efficacité constructive et de maintenance, et à l'instar du Centre Pompidou, l'ensemble des techniques sont apparentes. Ceci permettant la modification et le remplacement des équipements (câbles électriques, tuyauteries, etc.) sans dégradation des autres couches de durabilité, avec un minimum d'incidence sur l'utilisation du bâtiment.

Pour Jean-Cédric van der Belen, une chose était claire en matière de choix dans son désir d’un bâtiment modèle en matière de développement durable : « Tout devait avoir du sens. Pas d’artifices, ni de concessions ! » Au point qu’il y a eu des moments de crispation : « Il m’arrivait parfois de changer d’avis sur certaines options de départ, et ça a pu énerver mes collaborateurs, mais on a réussi à rester dans le budget.» « L’objectif n’était pas de consentir un investissement d’habillage à la fin du projet, mais bien, d’intégrer, tout au long du travail de conception et de développement, les contraintes environnementales.».

## Approche écologique et cohérente
« Le maitre de l'ouvrage est à la base de la démarche écologique pour le nouveau bâtiment de Caméléon. Sa vision à long terme, son enthousiasme contagieux, sa force de persuasion et sa volonté de faire du projet un modèle de durabilité écologique ont imprimé un cachet incontestable au bâtiment. »
Une collaboration entre Cameleon, le bureau d'architecture AWAA, l'Université Catholique de Louvain et sa spin-off Matriciel (bureau d'études et de conseils en architecture durable) a été mise en place afin d'intégrer la dimension environnementale à chaque étape du travail de conception, de développement et de réalisation du projet.
"Dans cet esprit la première réunion avec les architectes avant même la définition du programme architectural a consisté en une session de formation sur les enjeux environnement avec l'équipe de l'Unité de Recherche en architecture de l'Université catholique de Louvain (architecture et climat). Cette formation a permis aux dirigeants de l'entreprise et aux architectes d'être avertis des implications concrètes pour l'environnement de l'ensemble des décisions à prendre et d'intégrer ainsi dans chaque choix une dimension environnementale." L’accompagnement de Matricielle a également permis une bonne communication didactique à l'attention des visiteurs du bâtiment. Cette approche globale et multidisciplinaire a permis au projet d'être résolument innovant.
L’architecte Charly Wittock résumera cette dialectique collective en disant « le projet s’est construit en nous remettant perpétuellement en question, nous en tant qu’architectes et notre client en tant qu’utilisateur. Toutes les ‘règles de base commerciales’ ont été remises en question.»

## Implantation du site
« En restant à Bruxelles, Cameleon a choisi D’être socialement responsable », notait un des trois élus politiques présent au lancement du chantier en 2008». Alors que de nombreuses sociétés implantées dans la capitale étaient en train de délocaliser pour réduire leurs coûts, la volonté de la Cameleon était d'implanter le magasin en Région bruxelloise afin de faciliter son accès aux usagers des transports en commun, cyclistes et piétons. Au sein de l'entreprise, la politique en matière de mobilité visait à encourager le personnel à se rendre au travail en co-voiturage, en transports en communs ou à vélo. « Se soucier de l'environnement, c'est également s'intégrer dans son quartier et participer à un projet de ville », affirmait Jean-Cédric van der Belen, fondateur de Cameleon, commanditaire du projet.
Comme le soulignaient déjà la presse après sa présentation publique, il s’agissait de réaliser un bâtiment audacieux à tous points de vue. « Carrefour innovant entre l’industrie, l’architecture et l’écologie, le projet se veut également « sociétal ». Plus qu’un magasin, un lieu de rencontre, familial et convivial.
Les employés, visiteurs et riverains peuvent ainsi profiter de la cafétéria et des terrasses qui sont accessibles même en dehors des jours d'ouverture du magasin, d'une crèche communale pour 39 enfants (partenariat avec la Commune de Woluwé-Saint-Lambert) ainsi que des nombreux espaces verts. De plus, l'escalier central du magasin est conçu comme des gradins pouvant se convertir le soir en salle de spectacle de 250 places.
Toutes ces dimensions sociétales ont convaincu les politiques de soutenir d’emblée le projet. « Des permis délivrés en un temps record (6 mois) et la collaboration de nombreux organismes publics (en vrac : Région, commune, SDRB, SRIB et ABE). »

## Orientation
L'orientation du bâtiment a été étudiée pour optimiser son exposition au soleil en fonction des saisons. À titre d'exemple, voici quelques éléments réalisés :
- les façades de la crèche sont volontairement exposées au soleil du matin pour bénéficier d'un réchauffement naturel avant l'arrivée des enfants.
- les ouvertures vitrées au sud sont étudiées pour éviter de créer un effet de serre et donc de devoir refroidir le bâtiment; les façades vitrées exposées au sud sont protégées par des brise-soleils et des volets extérieurs.
- l’inclinaison des brise-soleils en bois a été étudiée pour briser les rayons du soleil d'été, haut à l'horizon (risque de surchauffe en été) et pour laisser passer les rayons rasants du soleil d'hiver (besoin de réchauffement en hiver).

Cette approche de bon sens, à la base de la conception de tous les bâtiments depuis l'antiquité, n'a été possible que grâce à des logiciels de simulation, vu le raccourcissement du temps de conception dans nos sociétés.

## Isolation et chauffage
« Diminuer son empreinte écologique et faire des économies d'énergie passe avant tout par l'isolation du bâtiment. Conscients de l'impact d'une mauvaise isolation sur la qualité environnementale de l'ensemble du projet, nous avons sérieusement étudié tous les paramètres favorables à une isolation performante et respectueuse de l'environnement. Le résultat est plus que satisfaisant: le niveau d'isolation thermique globale du bâtiment (K) est de 26, soit largement en dessous de la norme réglementaire pour le bâtiment à Bruxelles de K55-65 », selon Fabrice Derny, conseiller environnemental UCL-Matriciel.
Ce grand magasin, bâtiment relativement compact, a été conçu de manière à limiter les déperditions de chaleur (ponts thermiques), voire à la récupérer, par exemple dans les bureaux. Les matériaux des parois sont soit du béton sandwich avec d'épaisses couches d'isolant soit du double vitrage à haut rendement (K1,1).
En hiver, l'apport de base de chaleur est fourni par une chaudière à pellets. Deux chaudières à condensation d'appoint (gaz) hautement performantes ont été prévues en cas de températures extrêmes.

## Ventilation et refroidissement
Les visiteurs et l'éclairage étant les deux principales sources de chaleur qui nécessitent la plupart du temps un refroidissement et une ventilation continus des bâtiments commerciaux - été comme hiver – et les systèmes traditionnels (climatiseurs/ air conditionné) étant très énergivores et polluants, les concepteurs du projet ont ici aussi choisi d'avoir recours à une alternative plus écologique.
Les grands ventilateurs plafonniers en métal, récupérés, participent au concept global de free cooling. Un principe de refroidissement naturel s’appuyant sur un jeu de circulation de l’air et l’emmagasinage de la fraîcheur nocturne en période chaude, procédé ingénieux qui existait déjà dans l’Égypte Ancienne et qui fait l’objet d’application pratique encore aujourd’hui. Le processus a maturé au fil des rencontres et des recherches. Le principe repose sur l'utilisation de la fraîcheur de la nuit: un courant d'air est créé grâce à un système d'ouverture mécanique des fenêtres. Grâce à sa forte inertie thermique, le béton emmagasine cette fraîcheur et la libère durant la journée. La circulation de l'air est naturellement amplifiée par l'effet cheminée du puits de lumière qui induit une entrée d'air frais dans le bas du bâtiment et une sortie de l'air chaud par le haut.
Dans ses fiches didactiques à destination des architectes et professionnels du secteur de la construction, Bruxelles-Environnement en a développé une sur le free-cooling par ventilation intensive. La citation du bâtiment Cameleon revient sous treize aspects dans sa mise en œuvre de bâtiment exemplaire.
Le rendement optimal de ce type de système repose sur la combinaison de divers paramètres (conception cohérente) permettant ainsi de faciliter la circulation de l'air dans le bâtiment et de limiter les apports de chaleur supplémentaires. Ces paramètres se retrouvent tant dans la conception même du bâtiment - à savoir l'orientation par rapport au vent et au soleil, l'isolation, la hauteur des plafonds, la création de puits de lumière (éclairage naturel), et la protection contre les rayons directs du soleil (pare-soleil) - que dans le choix des matériaux (béton, toiture verte) et des équipements (luminaires, matériel informatique).
Enfin, les limites de température de confort sont révisées en définissant un écart de température par rapport à l'extérieur, plutôt qu'une température fixe (généralement 18 °C dans les projets classiques, même durant les canicules). L’idée est de s'adapter aux températures de saison, comme un acte économiseur d'énergie. Des considérations qui ont permis au bâtiment Cameleon de devenir le « premier grand magasin textile d’Europe sans besoin d’air conditionné ».

## Éclairage naturel
Vu que l’éclairage d'un commerce de détail est un pôle très énergivore, le bâtiment Cameleon a été conçu pour laisser entrer au maximum la lumière du jour (puits de lumière et fenêtres), et certains plafonds et parois ont été peints en blanc pour réfléchir la lumière. La performance des équipements (luminaires peu énergivores, capteurs de luminosité, dimmer (gradateur) pour adapter l'éclairage, détecteurs de mouvement) et la gestion centralisée des installations d'éclairage permet de réduire considérablement la consommation d'énergie et les apports de chaleur.
La combinaison entre éclairage naturel et dispositifs adaptatifs intelligemment conçus, confère une atmosphère particulière à l’intérieur du bâtiment. « On respire, dans ce grand vaisseau où les panneaux pare-soleil sont conçus pour stopper les rayons brûlants du zénith, tout en permettant à la lumière rasante de pénétrer pendant les mois d'hiver. (…) Le jour, les épaisses parois de béton de la structure restituent à l'intérieur la fraîcheur accumulée la nuit. L'ouverture de panneaux mobiles, dans le toit, est gérée par des sensors qui réagissent au soleil comme aux gouttes de pluie.

## Autonomie énérgetique
Le recours à l'énergie solaire dans le cadre de ce projet avait non seulement pour objectif de diminuer l'impact environnemental du bâtiment et d'augmenter son autonomie énergétique mais également de promouvoir l'utilisation de ces technologies. Ainsi, le projet comprend un champ de cellules photovoltaïques avec une production projetée de 14 000 kWh par an (installation de 18,000 W crête), soit la consommation électrique annuelle moyenne de quatre ménages bruxellois, L'eau chaude de la crèche et de la conciergerie est fournie par une installation solaire thermique (chauffage de l'eau par les rayons du soleil). D’après les experts liés au projet, grâce au concept innovateur du bâtiment, sur une période de trente ans, 7 250 tonnes de CO2 en moins seront économisées, par rapport à un bâtiment moderne classique.
L’éolien a également été envisagé dès le début, mais ce volet s’est montré finalement peu concluant vu la difficile gestion des vents dans l’environnement urbain.

## Chantier et sélection des matériaux
Tous les entrepreneurs du projet ont adhéré à l'approche écologique avec des engagements environnementaux dans leurs contrats (gestion des déchets, recours à des procédés respectueux de l'environnement, etc.).
Des mesures ont été prises pour réduire les nuisances pour les riverains durant le chantier, comme, par exemple l'utilisation de panneaux en béton préfabriqués qui induit une réduction des transports, des délais de construction et des déchets. Le chantier a duré seulement dix-huit mois.
Tous les matériaux du projet ont été choisis en fonction de leur bilan de vie, à savoir l'énergie nécessaire à leur fabrication, transport, utilisation et recyclage. Les parois sont en béton sandwich (préfabriqué) car ce matériau génère peu de pollution - durant sa fabrication en usine et son utilisation sur le chantier - et est recyclable à 98%, ce qui a permis de limiter le temps d’exécution du chantier et ainsi les nuisances pour le quartier De plus, ce type de matériaux a l’avantage d’être facilement démontable.
La plupart des structures sont en bois d'origine locale traité avec des produits naturels. Toutefois, l'utilisation pour les châssis de bois exotique certifié, plus résistant, ont été parfois nécessaire afin d'éviter un traitement chimique ou de prolonger la durée de vie du matériau. Afin de compenser l'utilisation du bois dans le projet, des parcelles d'espèces indigènes ont été replantées dans les Ardennes (1.200 arbres). De plus, par souci d'économie de matériaux, certaines structures (bois, béton,...) sont restées délibérément visibles. Toutes les colles, peintures et solvants utilisés sont d'origine naturelle - ce choix s'inscrit également en considération de la santé des occupants et des visiteurs. Lorsque le choix était possible, les concepteurs du projet ont opté pour les "alternatives écologiques" de certaines installations. A titre d'exemple, les chaînes des ascenseurs et escalators ne nécessitent pas d'huile de graissage. Une grande partie du mobilier d'intérieur et des éléments de structure interne sont issus de filières de recyclage (meubles chinés, récupération de parties d'immeubles ou d'avions, etc.).

## Gestion de l'eau et des déchets
Un quai pour le recyclage industriel a été prévu pour le traitement des déchets générés par l'activité commerciale du bâtiment. Les déchets organiques sont jetés dans un compost.
Afin d'éviter les consommations superflues d'eau potable, le bâtiment est alimenté par un double réseau d'eau (eau de pluie / eau de ville).
Ainsi, en plus d'être équipés d'économiseurs d'eau, les sanitaires sont raccordés à des citernes de récupération d'eau de pluie.
La toiture verte permet également la rétention et l'évapotranspiration de l'eau de pluie, contribuant ainsi à éviter un engorgement des égouts publics et des inondations.

## Végétalisation et biodiversité
Tout au long du projet (conception, développement et réalisation), le souci de diminuer ou de compenser l'impact de la construction du bâtiment sur la nature environnante (faune et flore) a été réellement présent. Le commanditaire du projet a demandé de conserver au maximum les arbres existants durant la construction. Les 2 000 m2 de toiture sont recouverts d'un substrat végétal (toiture verte, type prairie) tandis que les différentes façades sont recouvertes de plantes grimpantes. Une végétation particulièrement abondantes durant les mois les plus chauds de l’année, à la fois source de fraicheur naturelle, en même temps que puits carbone.
Autour du site, des espèces indigènes ont été plantées, dont certaines menacées de régression ainsi que des essences susceptibles de former un habitat pour les papillons.
En parallèle, un projet de conservation des populations de hulottes dans la région entre Sambre et Meuse a été mis en place en partenariat avec une association de protection de la nature. « Dans ce même esprit d’approche innovante et citoyenne l'un de ses administrateurs, Augustin Wigny, a sollicité Natagora ESM pour la pose d'une vingtaine de nichoirs sur le pourtour du bâtiment. Le résultat ne s'est pas fait attendre… »

## Des ruches en ville?
Sur la toiture verte, trois ruches avaient été installées pour démontrer qu’il a moyen de produire un miel de qualité, varié, riche, sans pesticide, en ville. Cameleon avait fait appel l’asbl Apis Bruoc Sella. « Oui, c'est possible et désirable, affirmait Marc Wollast, apiculteur responsable de cette association de sensibilisation à l’environnement et à la biodiversité à partir des abeilles. C'est possible parce que les abeilles ne sont pas agressives et peuvent facilement cohabiter avec les citadins. C'est désirable parce que les abeilles jouent un rôle fondamental dans la reproduction de la nature. En plus, les abeilles aiment la ville ! Les abeilles seraient moins sensibles à la pollution atmosphérique des villes qu'à celle des pesticides agricoles. En ville, l'abeille produit jusqu'à trois fois plus de miel qu'à la campagne! » En 2011, la production annelle était déjà de près de 400kg. Une partie était récoltée avec les employés de Cameleon et offerte aux clients et partenaires du magasin.
En 2016, les ruches de Cameleon font partie du projet expérimental de BeeOdiversity, start-up d’entreprenariat sociétal à « finalité environnementale », pour recueillir des indices permettant d’analyser la biodiversité et la pollution au niveau régional.

## Ferme urbaine
Entre 2015 et 2023, à l’initiative de Jean-Patrick Scheepers, promoteur de Peas & Love, le toit de Cameleon sera investi par un impressionnant dispositif de potager vertical collectif, permettant à quelques 200 coopérateurs de venir récolter les légumes de leurs micro-parcelles. Cette ambition de coloniser les grandes toitures plates suffisamment solides a fait école depuis lors, notamment avec sept projets à Paris. Malheureusement, les deux fermes bruxelloises (Woluwe et Uccle) ont été déclarées en faillite début 2023.

## Un cas d'école pour l'éco-construction
En 2009, le journaliste Steve Polus disait : « Ce bâtiment vivant est, en soi, une leçon appliquée de la technologie de l'écoconstruction, mais avec des touches qui l'humanisent. Des parois internes entières sont faites de bois brut de récup, le mur d'une salle de réunion vient d'un morceau du fuselage d'un Airbus, hublots compris, des meubles de magasin 1920 et des portes vitrées anciennes, avec leurs poignées de cuivre, dialoguent avec des casiers métalliques d'usine et des chaises Kartell. »
Un point de vue déjà partagé aujourd’hui par Adel El Gammal, secrétaire général de l'Alliance européenne pour la recherche en énergie (EERA) à Bruxelles. En effet, cet expert qui est aussi professeur à l’Université Libre de Bruxelles (ULB) cite régulièrement le bâtiment Cameleon Woluwe dans ses cours et conférences. Comme il le soulignait en décembre 2024, « ce bâtiment a rapidement été considéré comme une référence intéressante pour les étudiants dans le domaine de l'écoconstruction. En effet, la prise en compte globale et multidisciplinaire des enjeux environnementaux, et ce dès les phases initiales de conception du bâtiment, le choix audacieux des matériaux utilisés, autant que l’ensemble de son processus de réalisation témoignent d’une approche visionnaire à l’époque de sa construction et constituent un modèle remarquable d’éco-conception/construction. Il souligne également le réflexion sociétale sous-jacente qui a largement contribué à la pertinence et la solidité socio-économique du projet ; plus de quinze ans après sa mise en œuvre, ce bâtiment demeure à la pointe, malgré des critères qui évoluent vite et deviennent beaucoup plus contraignants. »
Le bâtiment Cameleon a ainsi démontré sa capacité d'adaptation au fil du temps. Pascale Switten résumait avec suffisamment de distance : « Ils ont été à nouveau visionnaires en construisant le premier bâtiment commercial éco-construit en Europe en 2009 à Woluwé. D'ailleurs, ils ont remporté plusieurs prix pour ce bâtiment sur le plan international et local. (…) Ils ont vraiment voulu avoir un bâtiment le plus durable possible."

## Galerie photographique

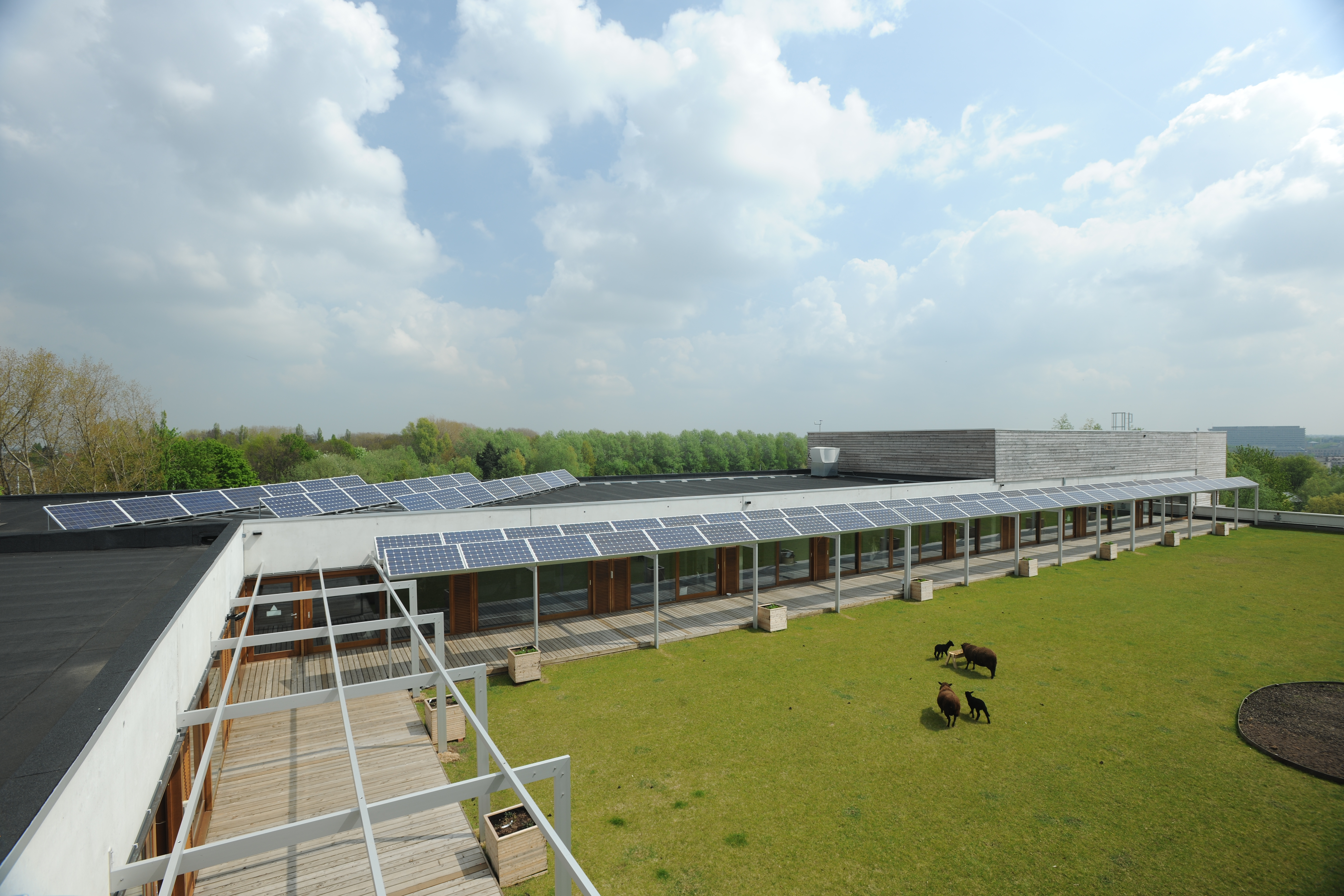
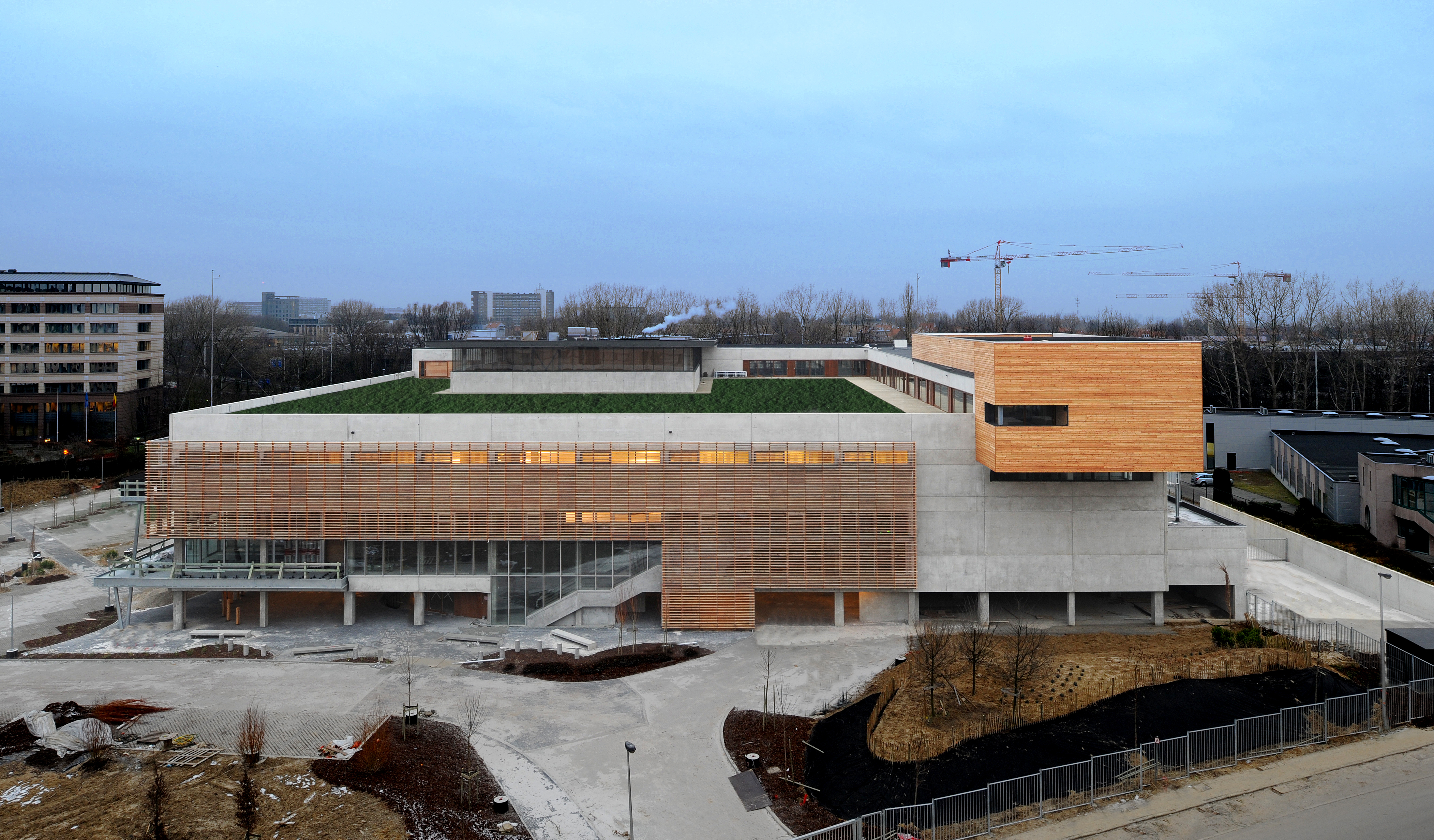
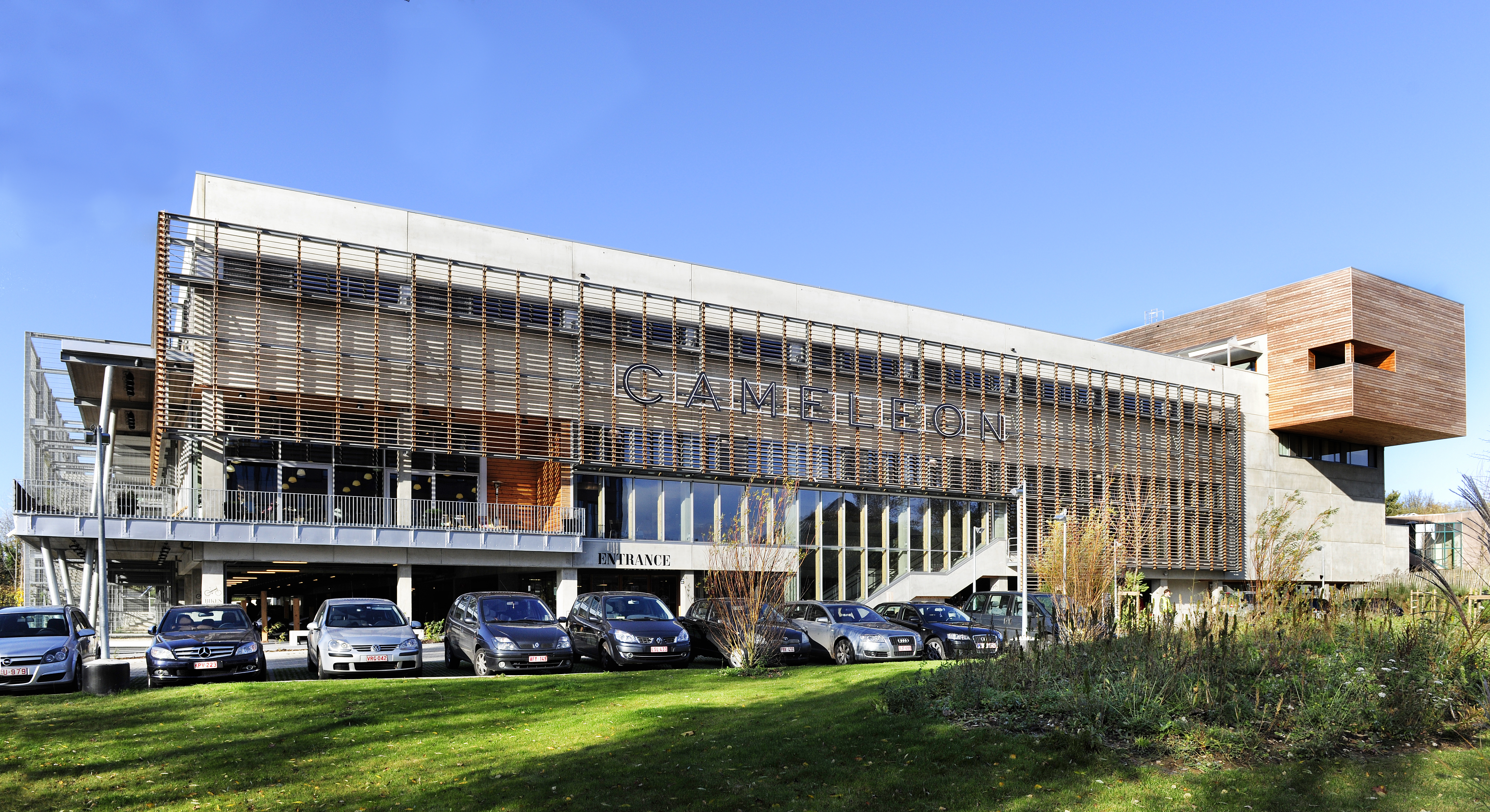
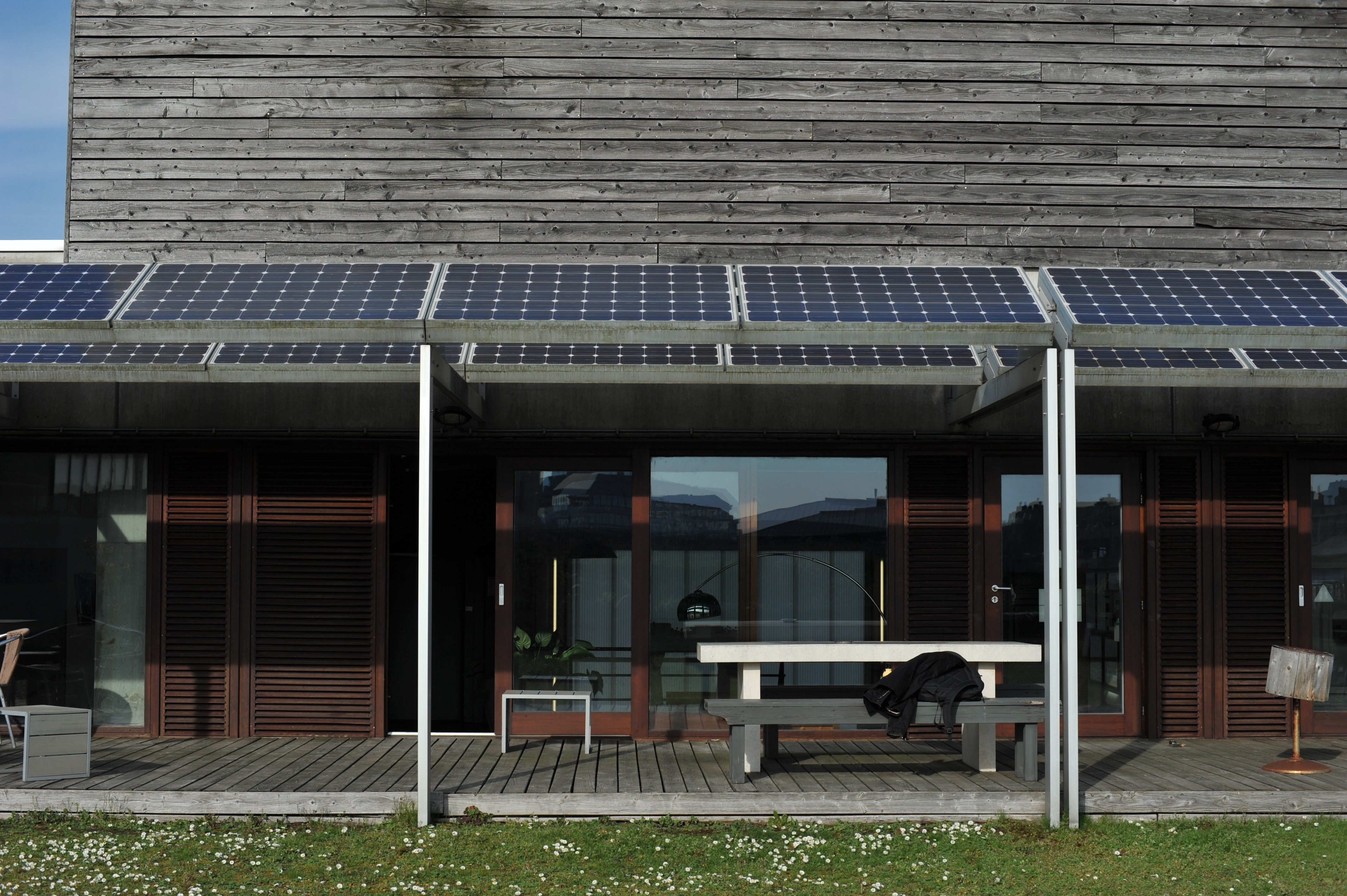
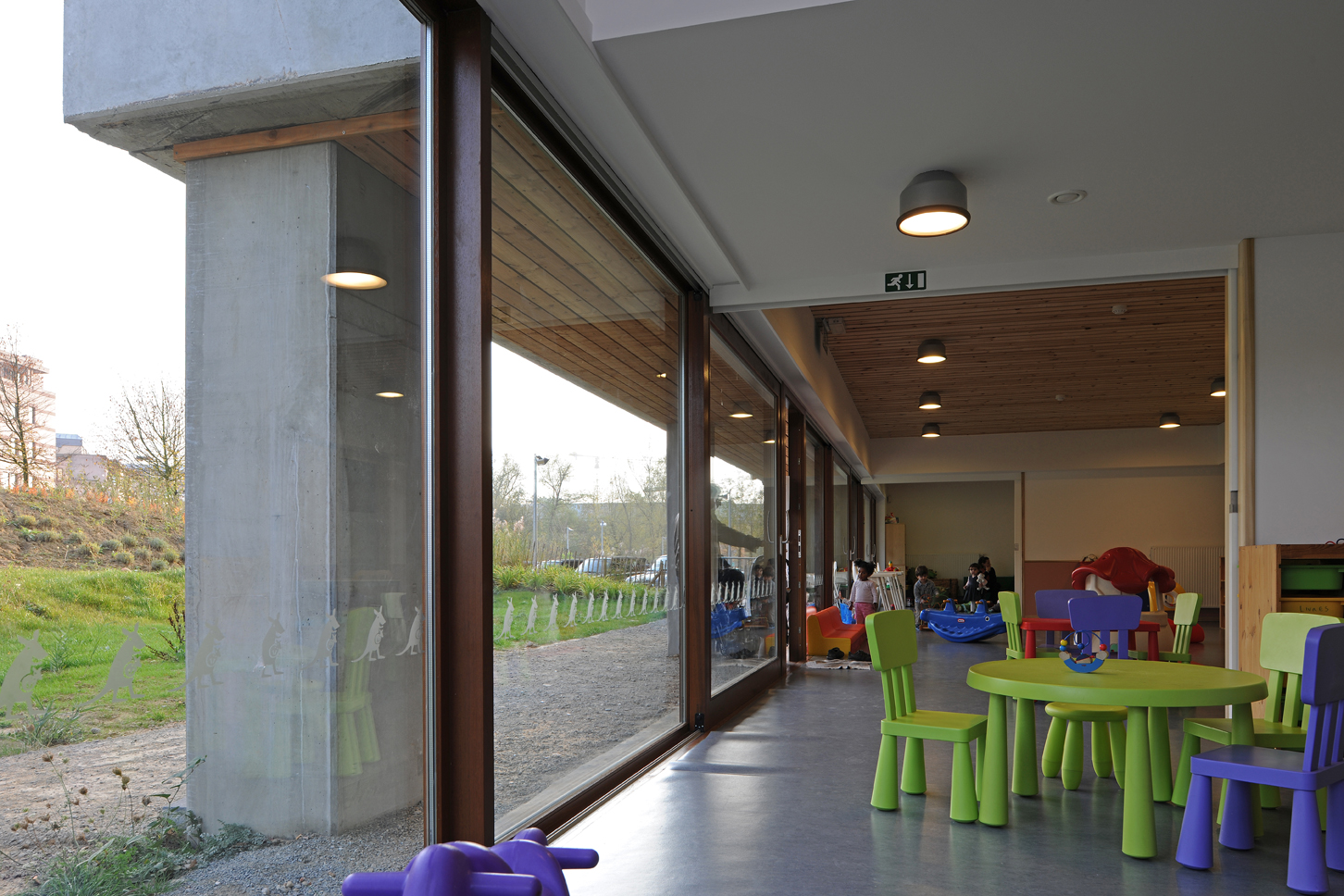
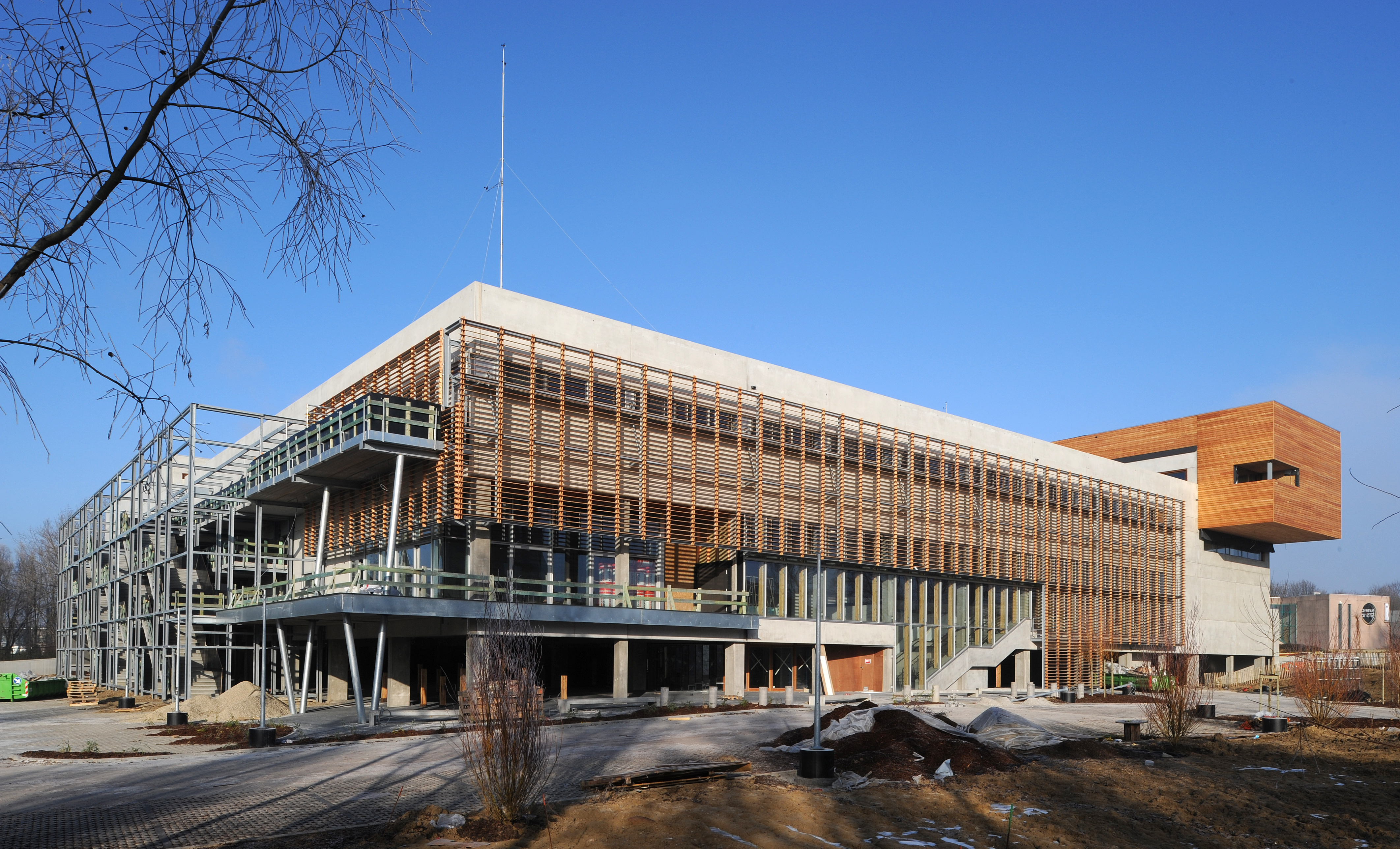
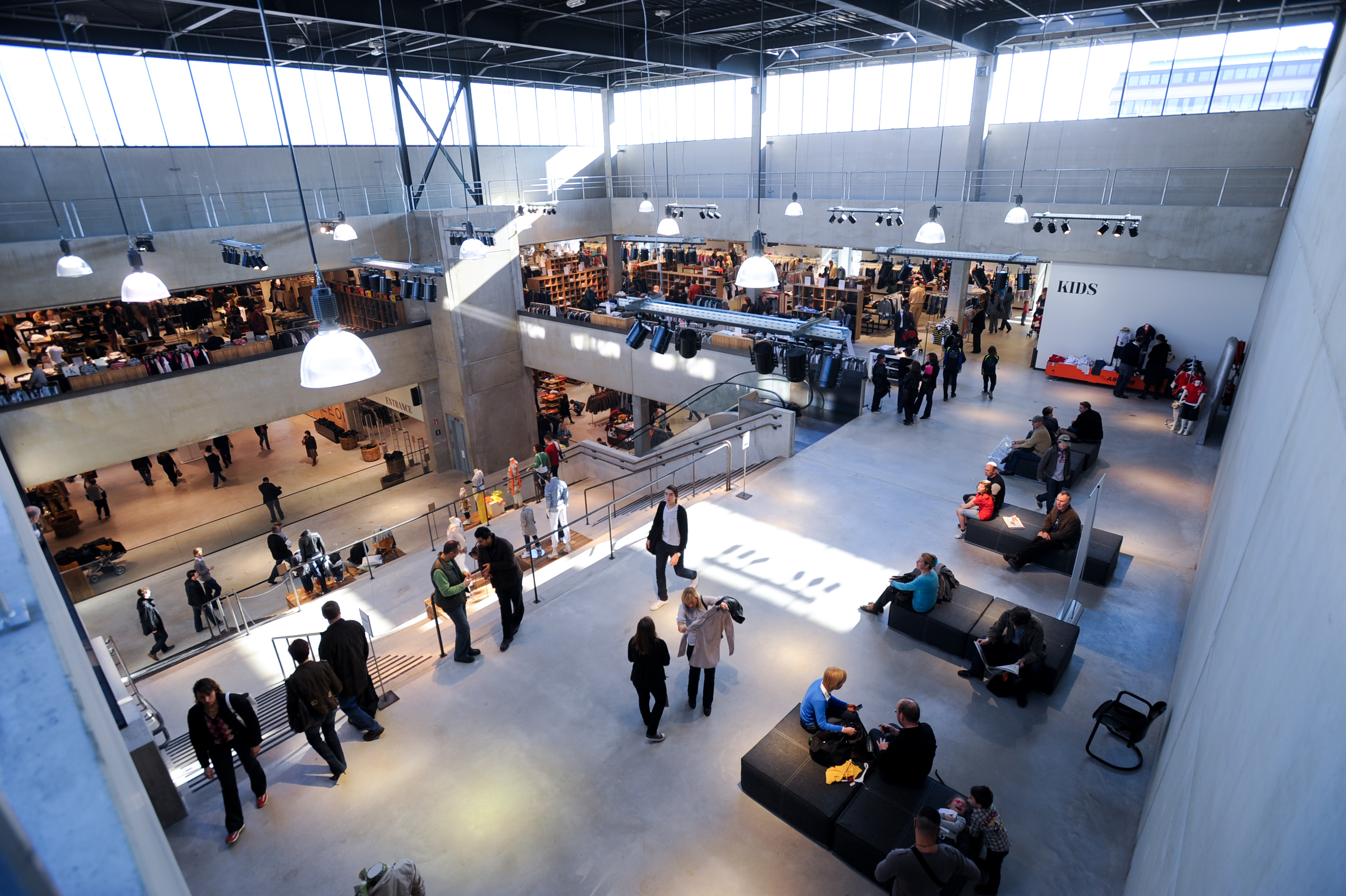
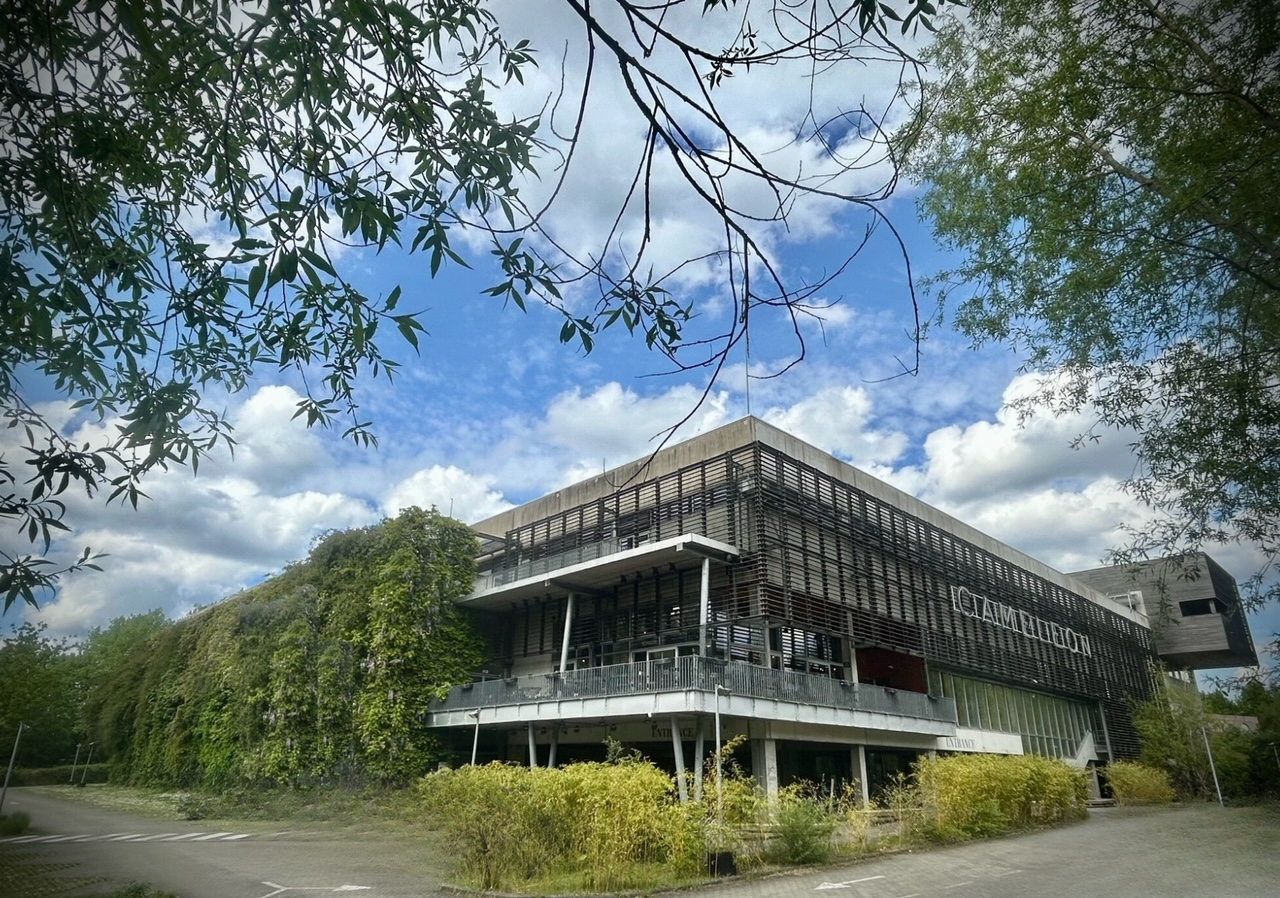
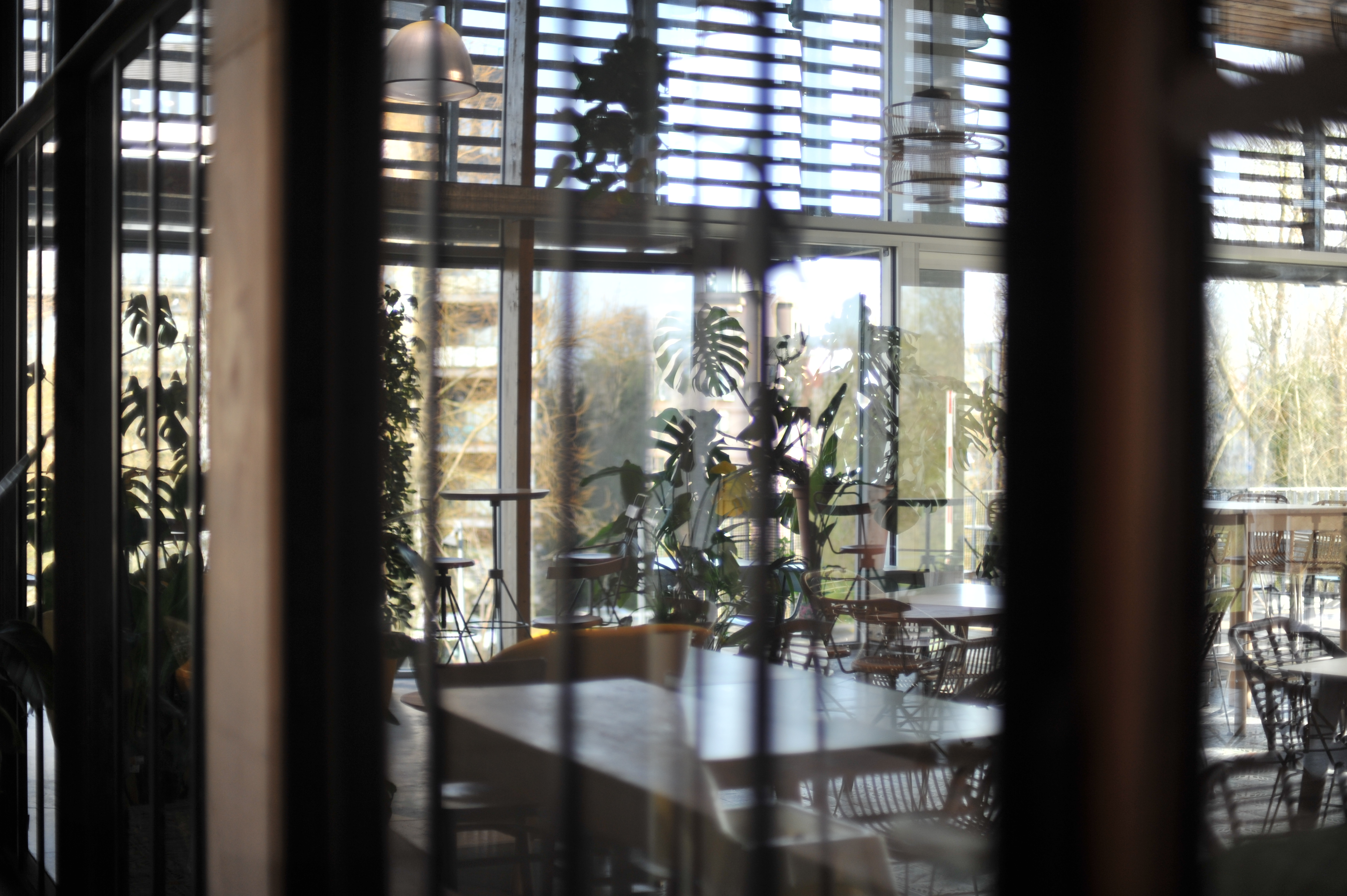
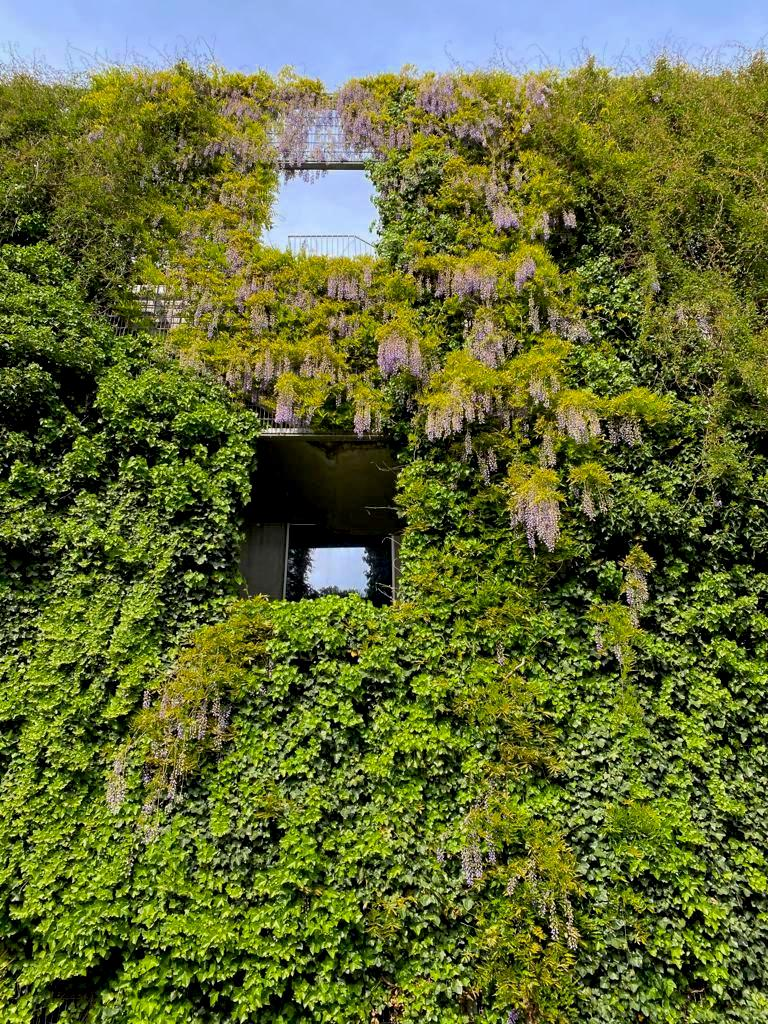
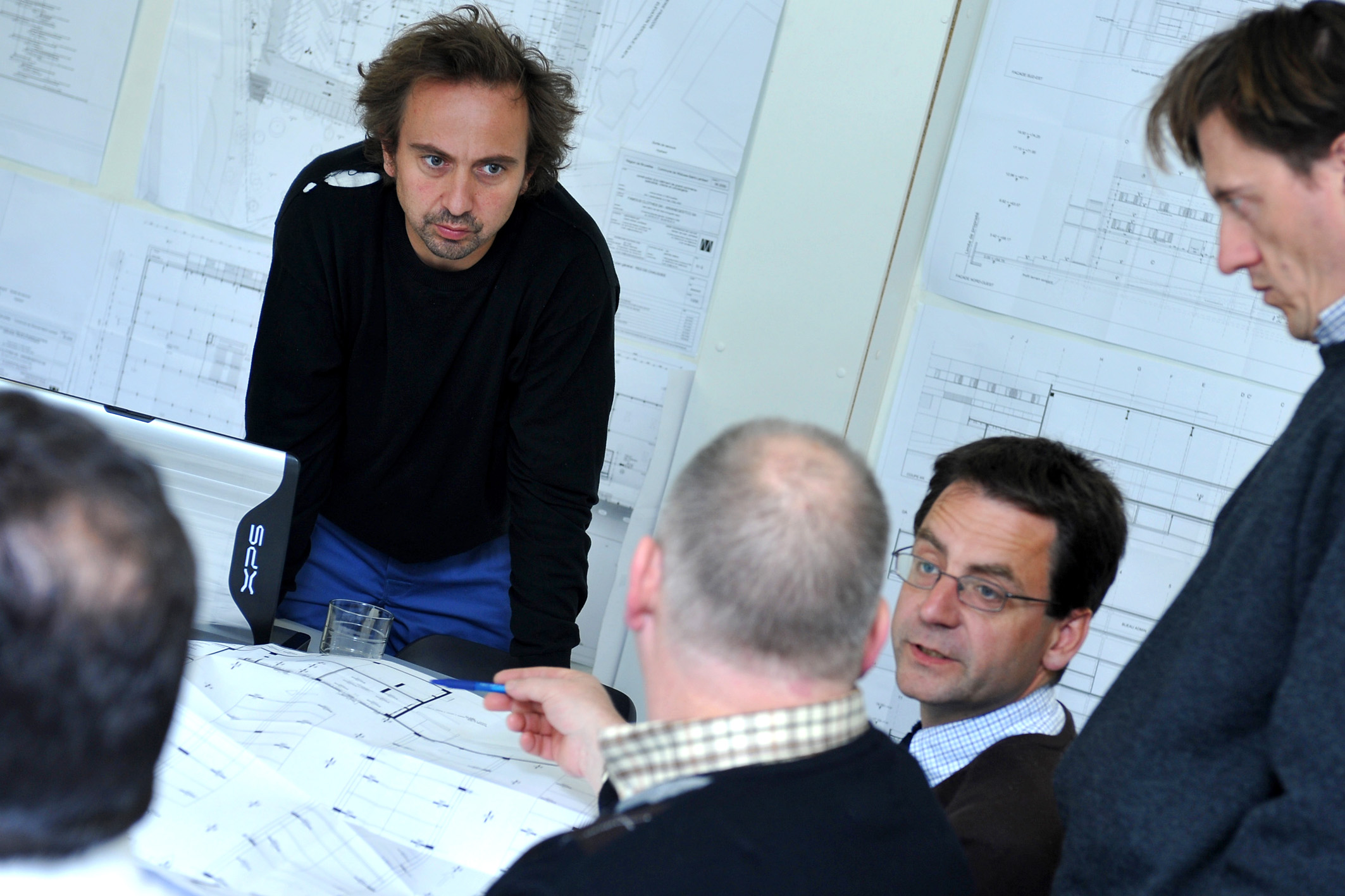
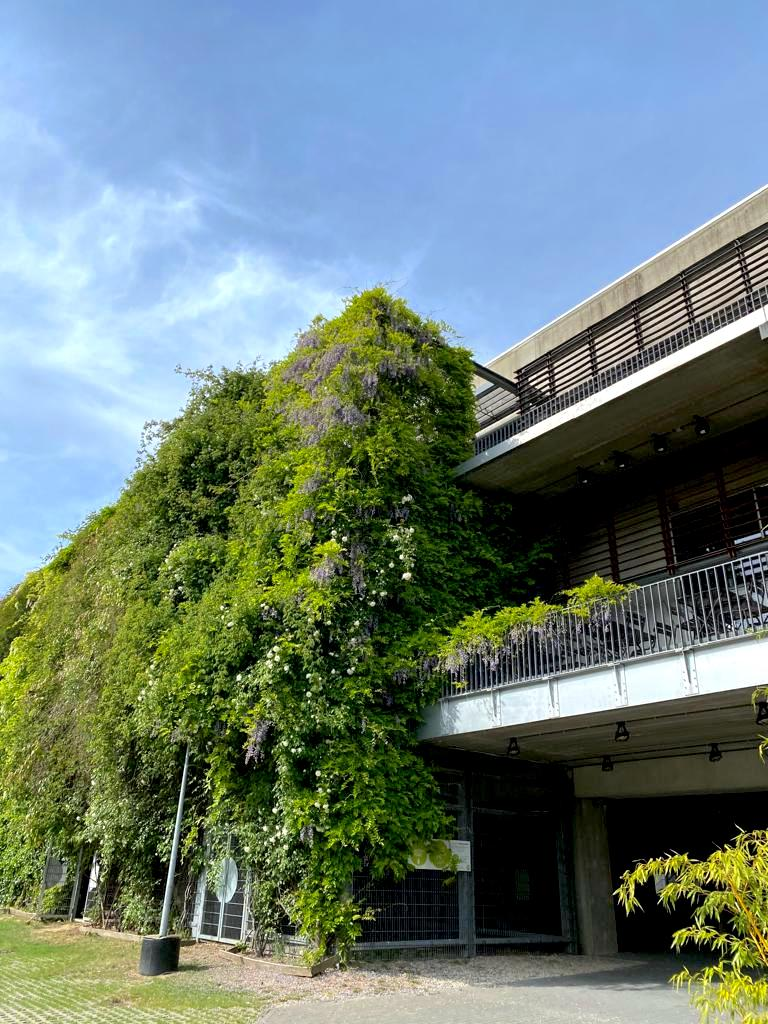
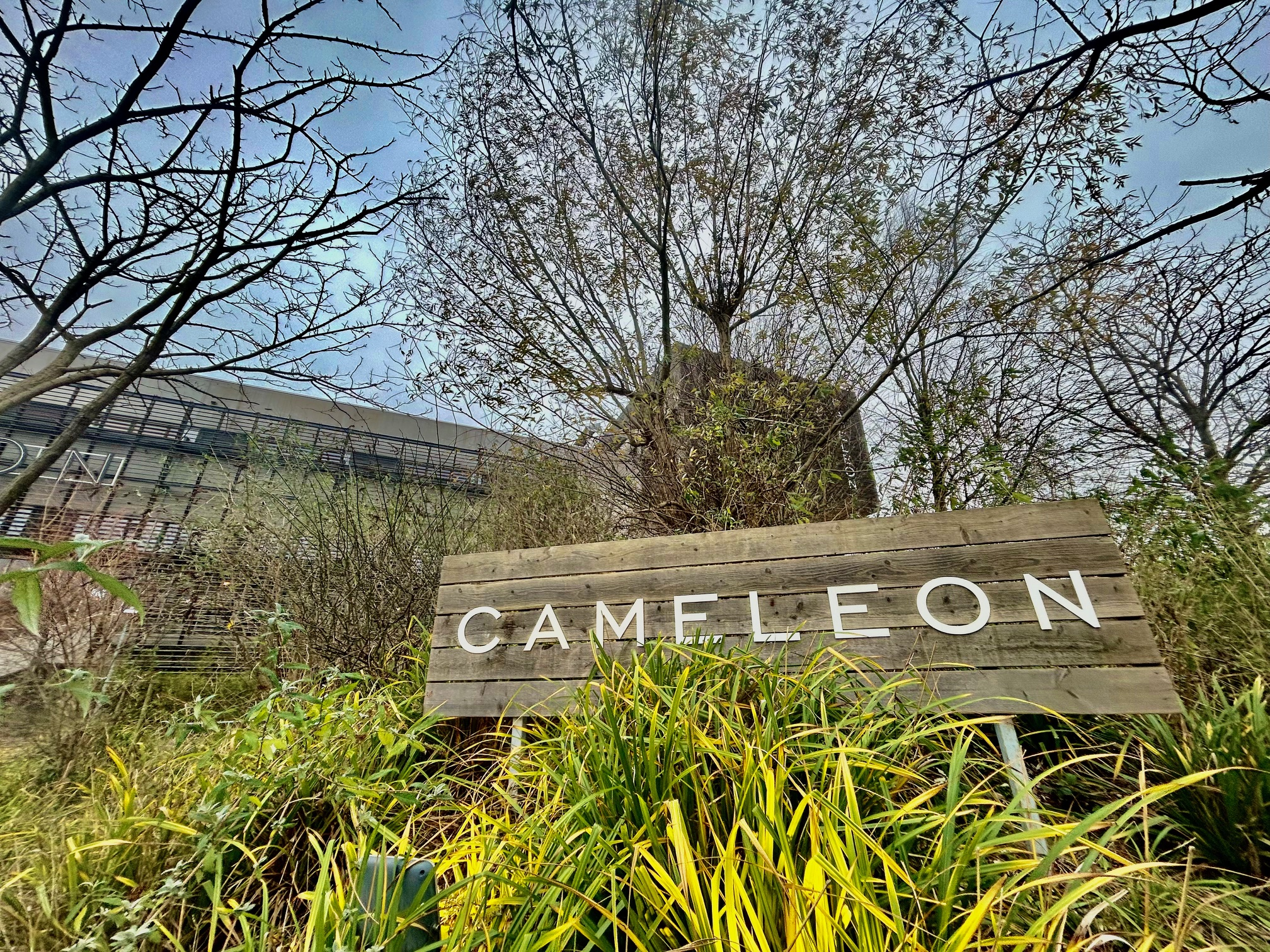
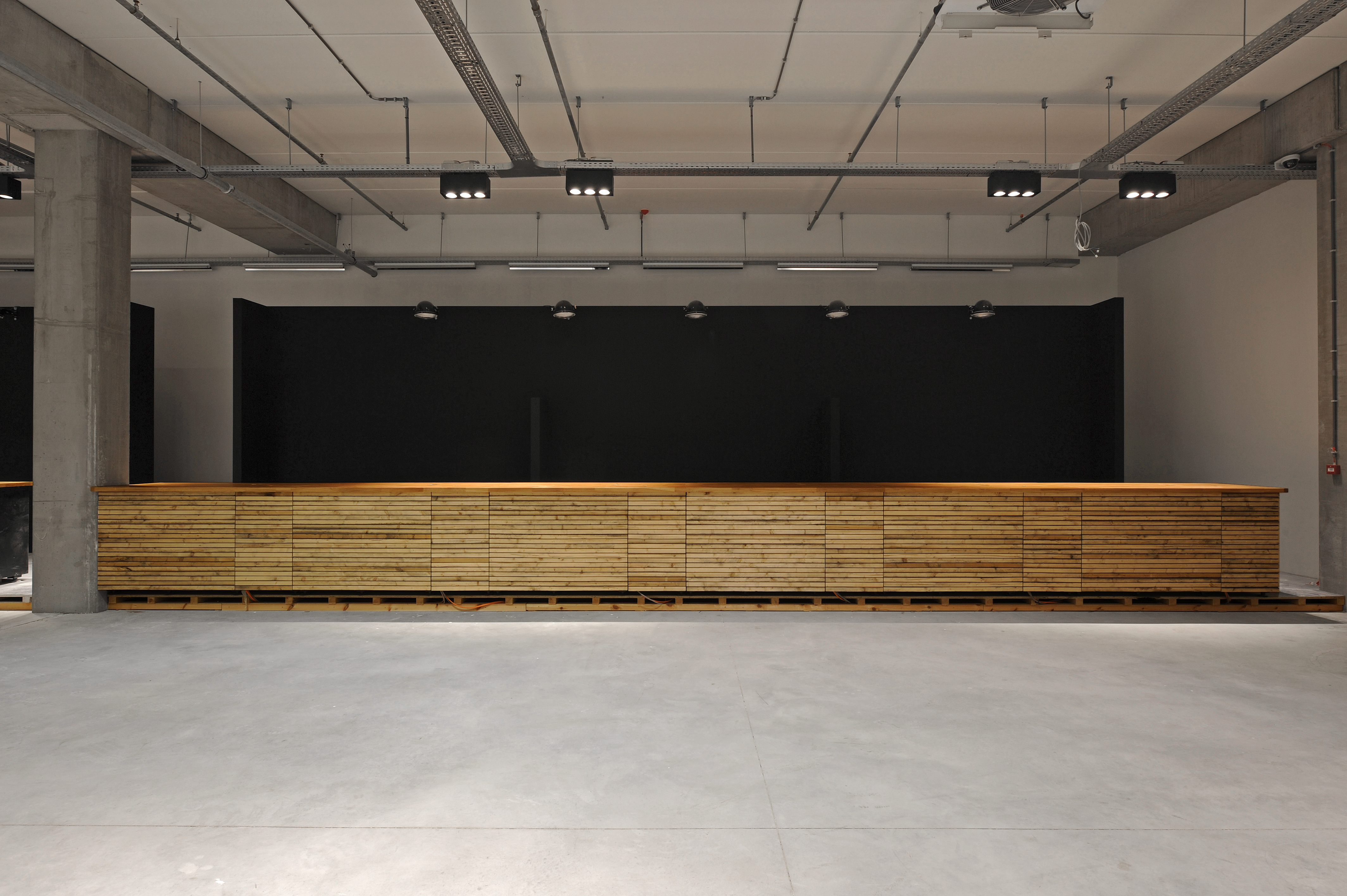
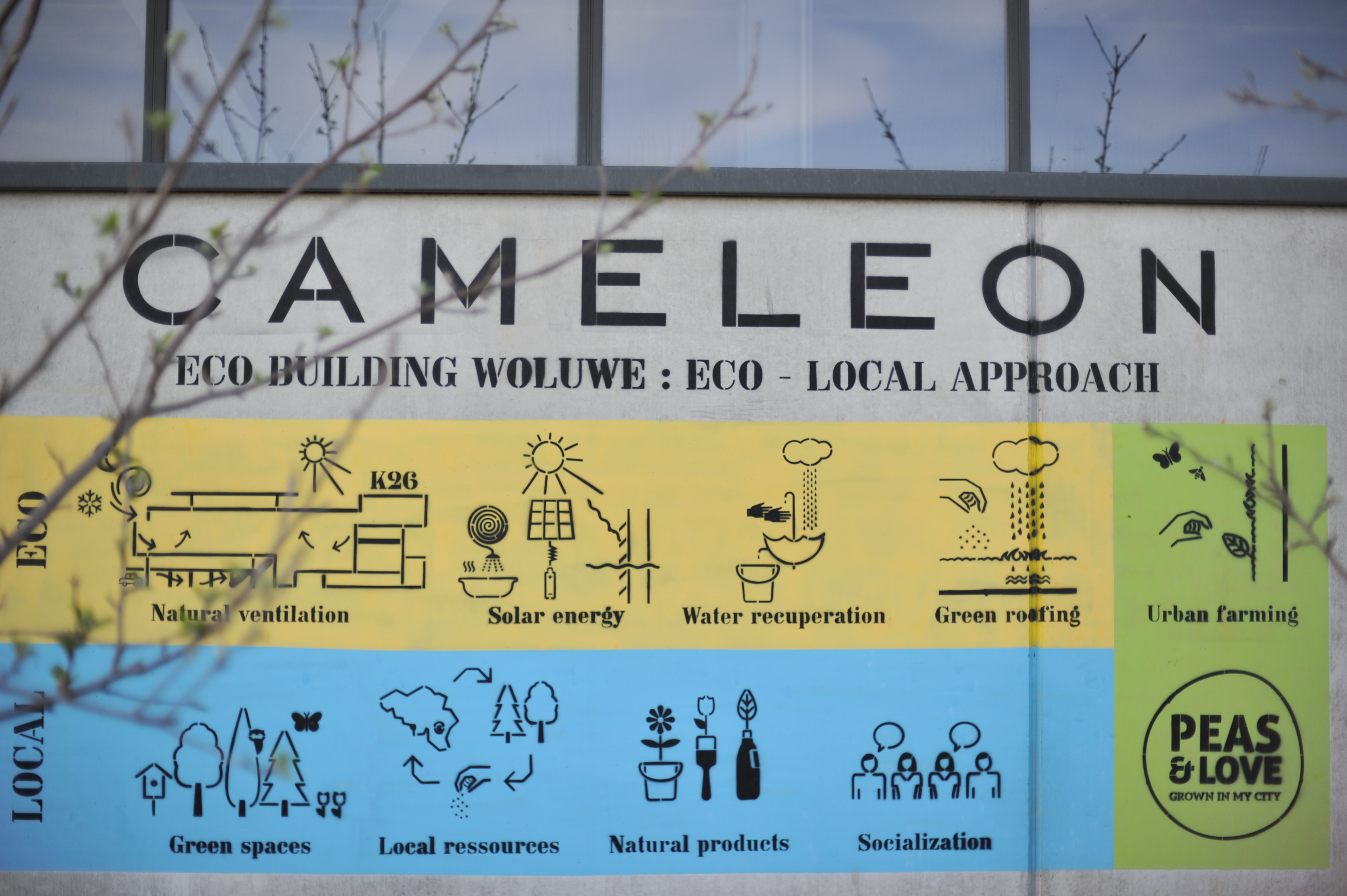
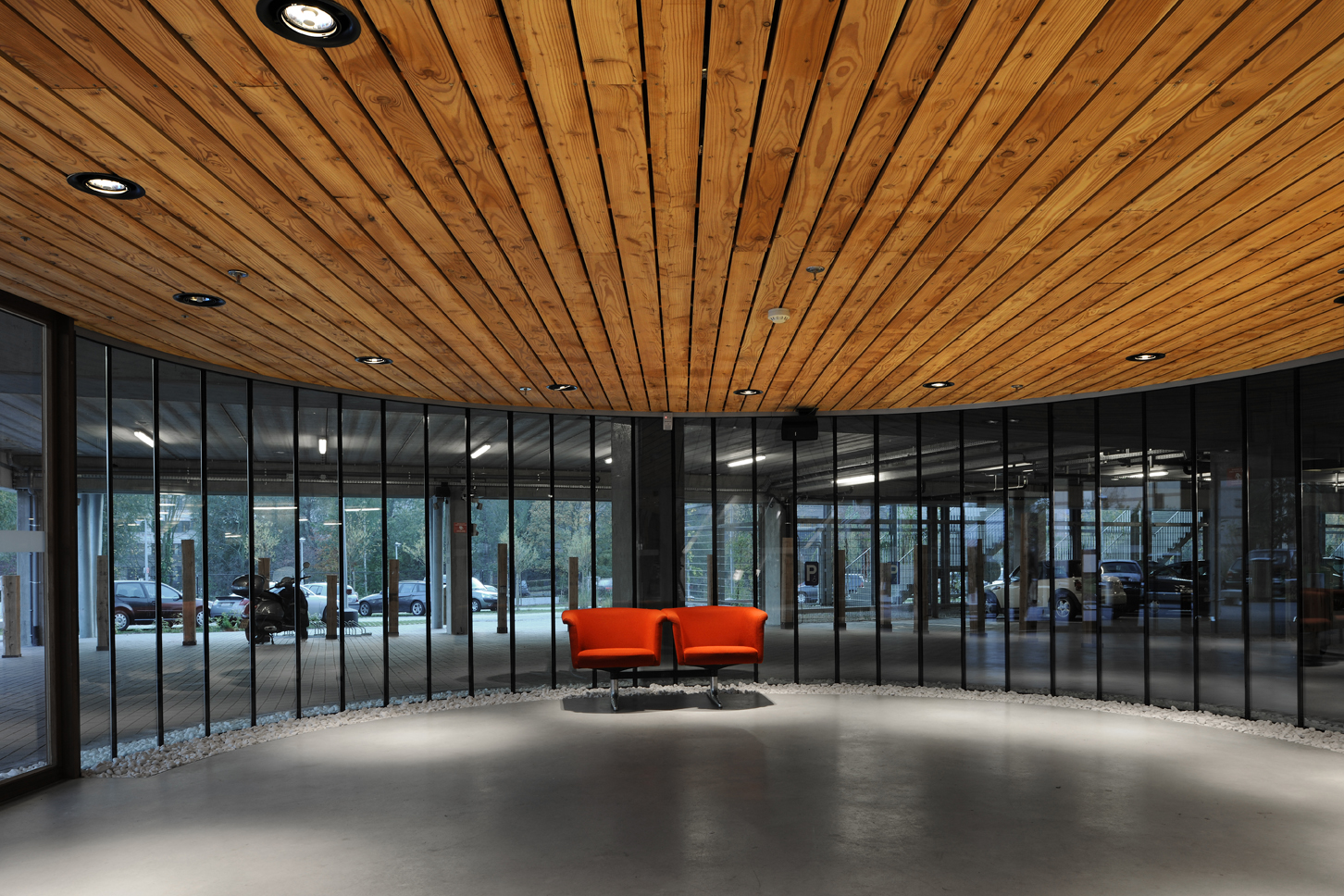
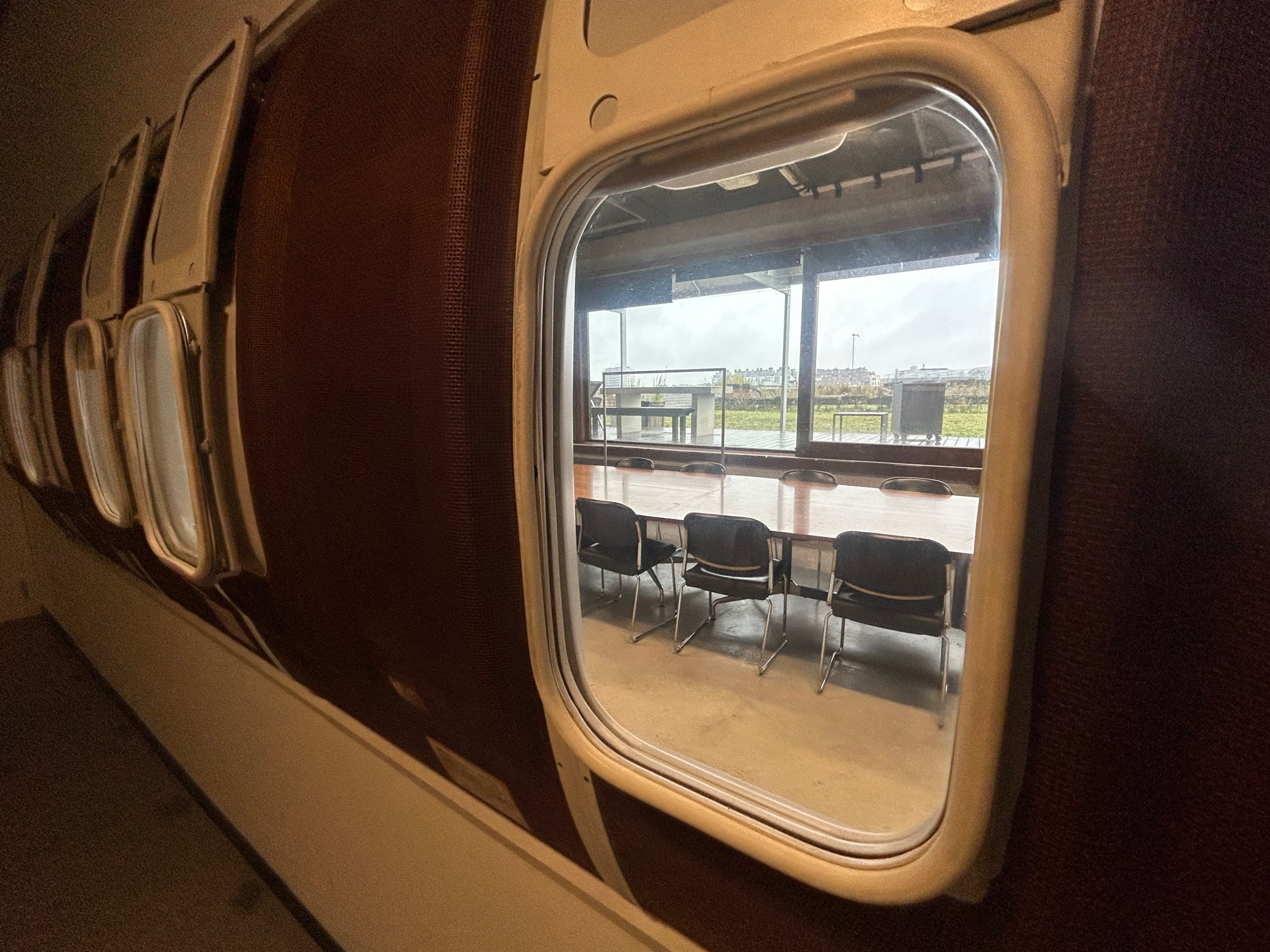
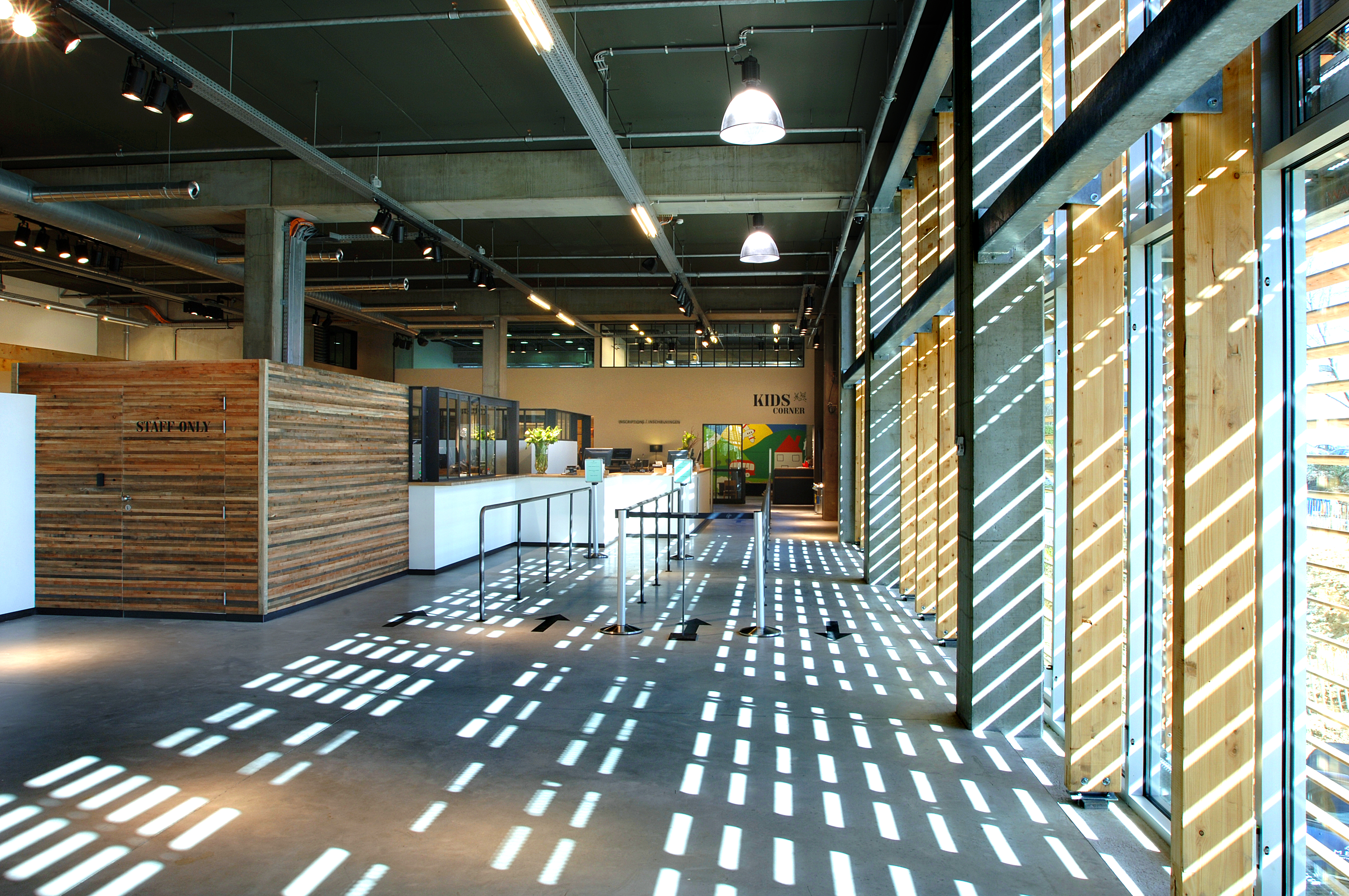
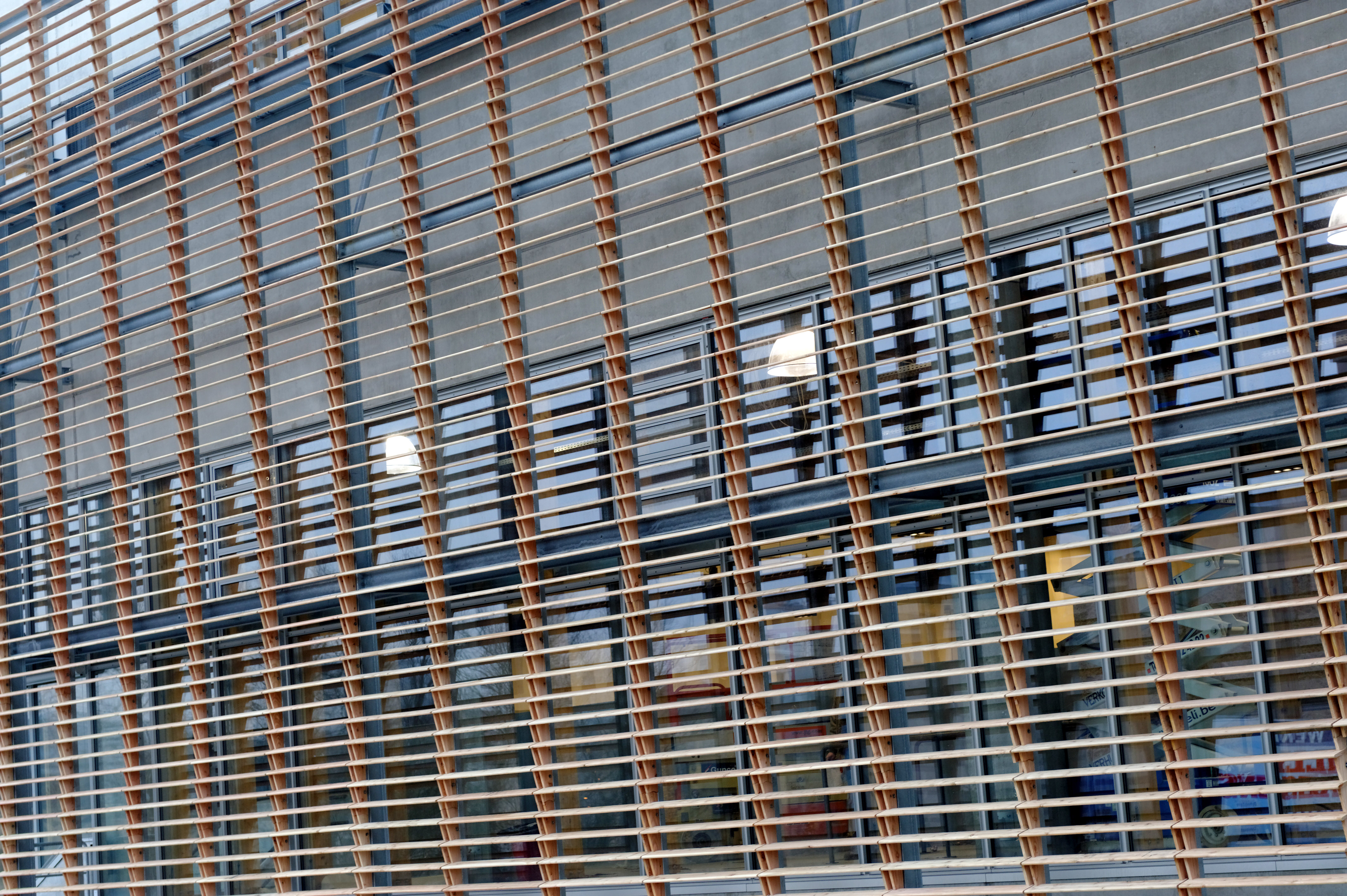
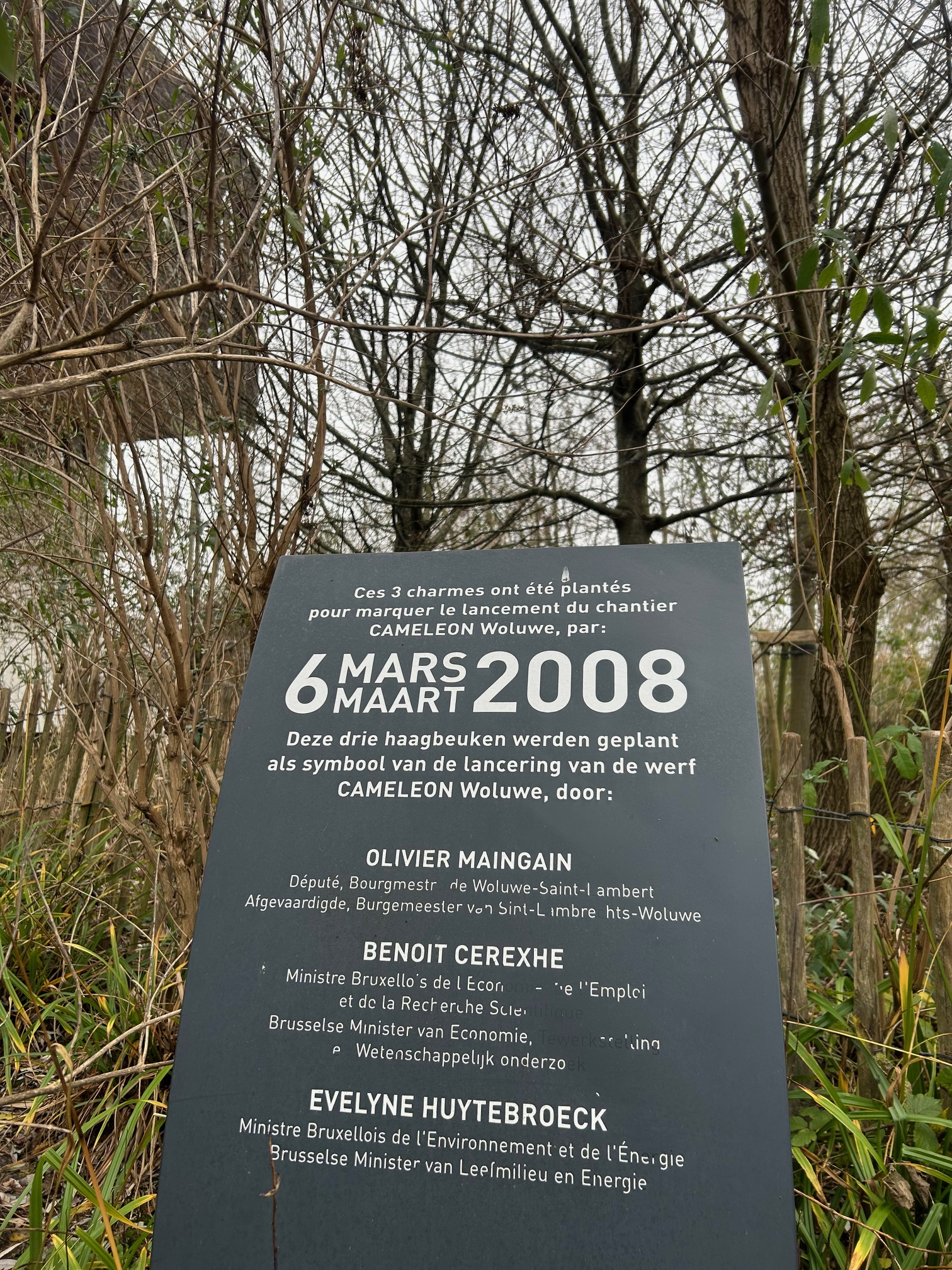
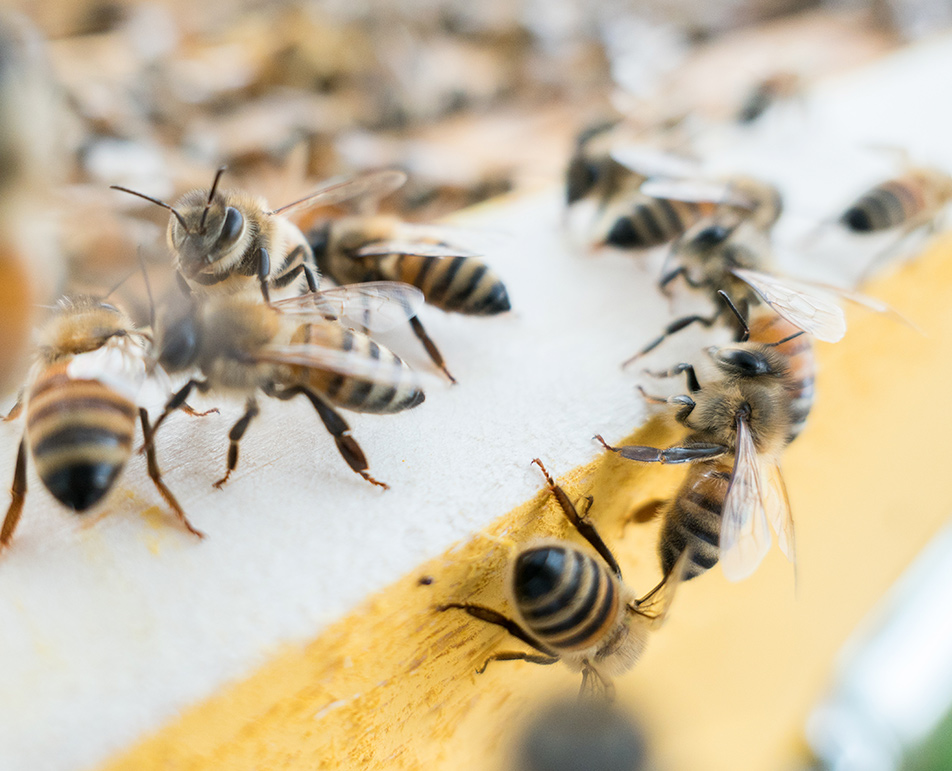
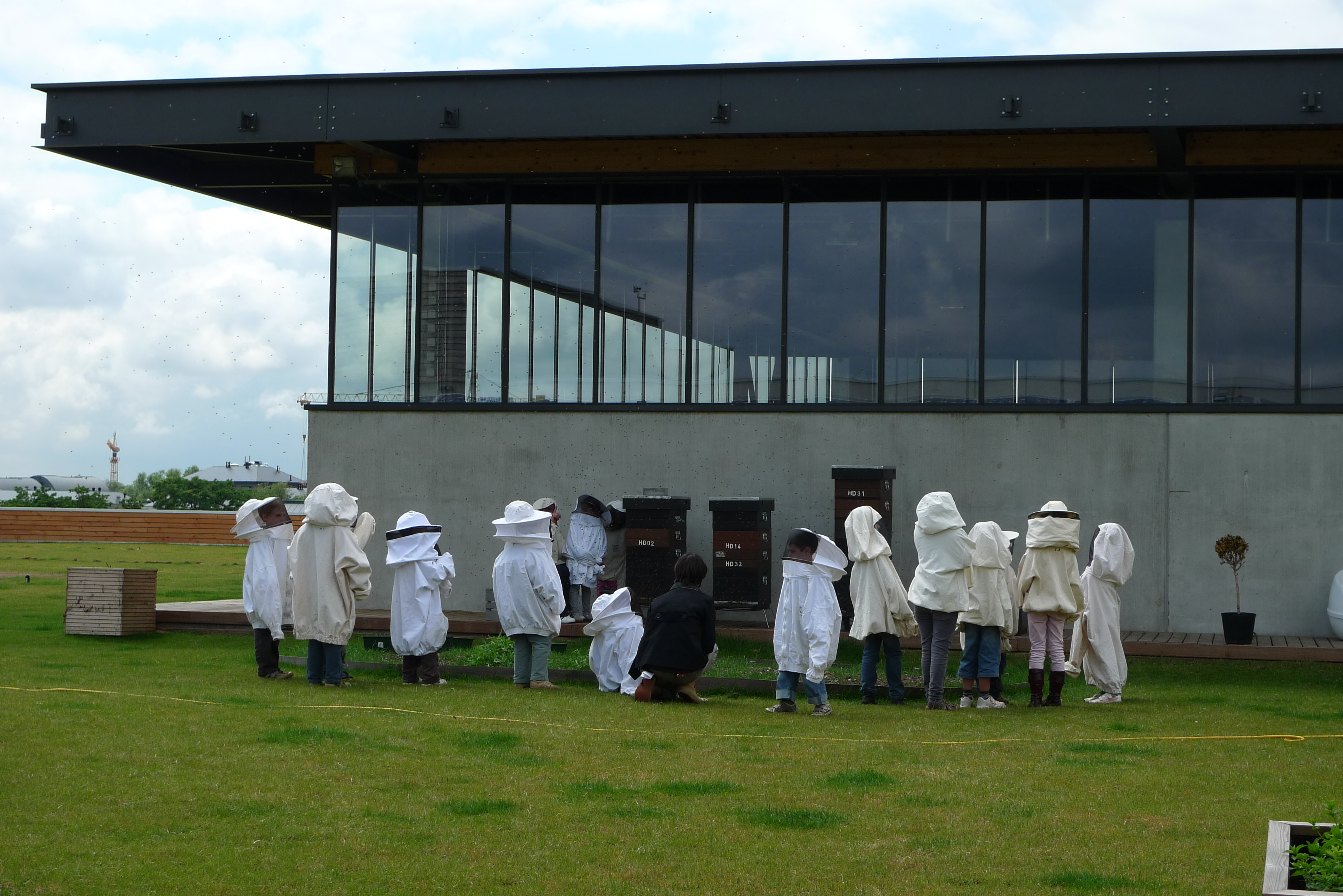
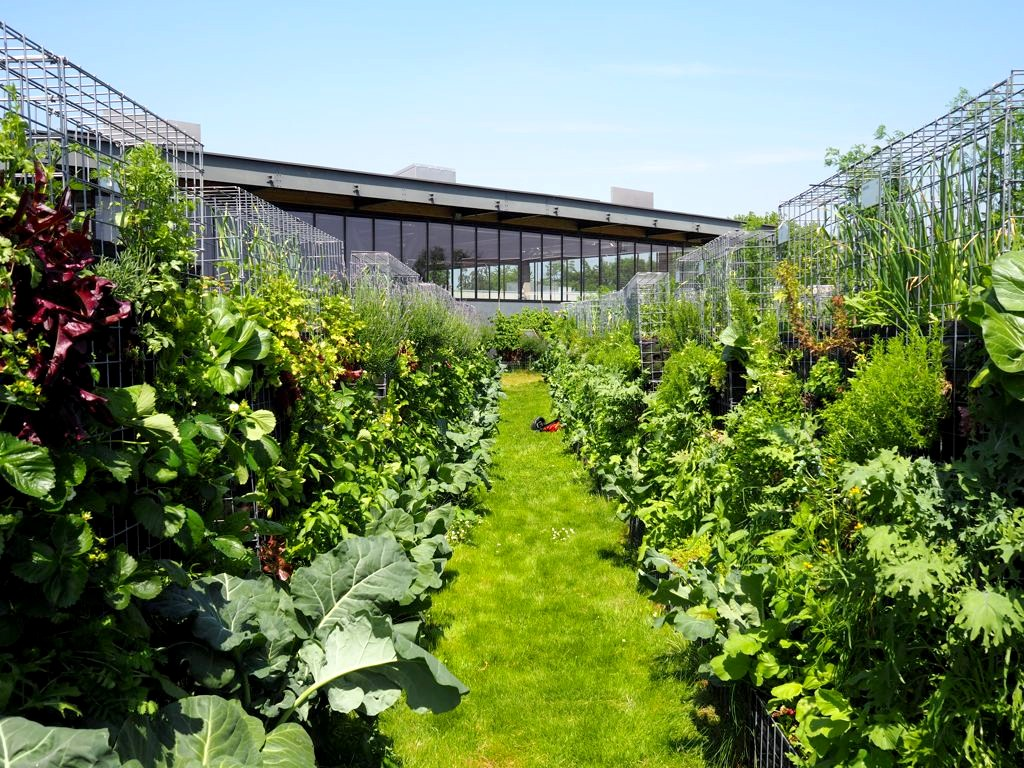

## Prix et récompenses
- Mapic Awards (Cannes) 2009 « Best Sustainable Retail Development of the year » (meilleur développement commercial durable de l’année)
- Déclaré́ « Bâtiment exemplaire en énergie et écoconstruction » par le gouvernement de la Région de Bruxelles-Capitale, 2009.
- Prix Mercure 2009 (Fedis) « Espace commercial le plus réussi de Belgique » (1er prix)

Le jury de la Fedis, présidé par l’architecte et urbaniste visionnaire des villes végétalisées, Luc Schuiten, s’est fondé sur trois critères pour l’octroi du Prix Mercurius : l’architecture, la durabilité et l’intégration dans l’environnement. Cameleon a été sélectionné parmi une trentaine de candidats sur la base de ces critères : « Le bâtiment flambant neuf est un exemple sur le plan de l’esthétique, du respect de l’environnement et de l’intégration dans un quartier de Woluwe-Saint- Lambert. »